# Äiwoo jezik
Äiwoo jezik (ayiwo, aïwo, gnivo, lomlom, naaude, nifilole, nivo, reef islands, reefs; ISO 639-3: nfl), austronezijski jezik uže skupine temotu, kojim govori 8 400 ljudi (1999 SIL), od čega većina od 4 500 na otocima Reef Islands, i 1 000 u Honiari (2000 SIL).
Uči se u osnovnim i srednjim školama; radio program; pismo: latinica.

## Vanjske poveznice
- Ethnologue (14th)
- Ethnologue (15th)